# Wendel (Fußballspieler, 2001)
Wendel da Silva Ramos (* 1. April 2001 in Limeira), kurz Wendel genannt, ist ein brasilianischer Fußballspieler, der im Mittelfeld eingesetzt wird.

## Karriere
Wendel begann bei AA Internacional (Limeira) mit dem Fußballspielen und wechselte anschließend zu XV de Piracicaba. Zum Jahresbeginn 2021 wurde er vereinslos und schloss sich zur Saison 2021/22 dem ukrainischen Drittligisten FK Wowtschansk an, kam dort in 15 Spielen zum Einsatz. 
Zur Saison 2022/23 wechselte er in die erstklassige Premjer-Liha zu Metalist 1925 Charkiw und erlebte sein Debüt am 15. Oktober 2022 beim Heimspiel gegen FK Lwiw. 
Im April 2023 wechselte Wendel für drei Monate zum drittklassigen SK Tschajka im Kiewer Vorort Petropawliwska Borschtschahiwka. Nachdem er offiziell ab Juli 2023 vereinslos war, wurde er im April 2024 wieder vom brasilianischen Paulista FC unter Vertrag genommen.